# Heffingen
Heffingen (Luxemburgs: Hiefenech) is een gemeente in het Luxemburgse Kanton Mersch.
De gemeente heeft een totale oppervlakte van 13,34 km² en telde 1229 inwoners op 1 januari 2014.

## Kernen
Heffingen, Reuland, Scherbach, Scherfenhof, Steinborn

## Demografie

### Evolutie van het inwoneraantal
Terwijl Heffingen op 1 januari 2004 nog 858 inwoners telde, was dit aantal in 2014 gestegen tot 1.229. Dat is een stijging met 371 inwoners (ruim 43%) op tien jaar tijd.
| Jaar                              | 2001 | 2002 | 2003 | 2004 | 2005 | 2007 | 2014 |
| --------------------------------- | ---- | ---- | ---- | ---- | ---- | ---- | ---- |
| Inwoneraantal                     | 824  | 850  | 859  | 858  | 880  | 958  | 1229 |
| Opmerking: tellingen op 1 januari |      |      |      |      |      |      |      |

### Nationaliteit van de inwoners
De gegevens in onderstaande tabel zijn gebaseerd op de volkstelling van 1 januari 2014 en geven de gegevens voor de volledige gemeente weer. De Portugezen vormen met ruim 12% de belangrijkste minderheid, al is hun relatieve aanwezigheid veel beperkter dan in naburige gemeenten zoals Vallée de l'Ernz.
| Rang | Nationaliteit       | Aantal | Percentage |
| ---- | ------------------- | ------ | ---------- |
| 1    | Luxemburg           | 827    | 67,3%      |
| 2    | Portugal            | 152    | 12,4%      |
| 3    | België              | 35     | 2,8%       |
| 4    | Frankrijk           | 28     | 2,3%       |
| 5    | Polen               | 24     | 2,0%       |
| 6    | Nederland           | 20     | 1,6%       |
| 7    | Duitsland           | 19     | 1,5%       |
| 7    | Verenigd Koninkrijk | 19     | 1,5%       |
|      | andere              | 105    | 8,5%       |